# Леммонс, Кейси
Кейси Леммонс (англ. Kasi Lemmons; род. 24 февраля 1961) — американская актриса и режиссёр.

## Биография
Леммонс родилась в Сент-Луисе, Миссури. Её отец был учителем биологии, а мама — консультантом, позже ставшая психологом. Когда ей было восемь лет, её родители развелись, и она вместе с матерью и двумя сёстрами переехала в Ньютон, Массачусетс, потому что её мама хотела поступить в Гарвард, чтобы получить докторскую степень. Её мать снова вышла замуж, когда ей было девять лет.
Леммонс ходила в частную среднюю школу в Бостоне. Летом она посещала программу «Круг на площади», где обучались дети, желающие стать профессиональными актёрами, которая была частью школы драмы Нью-Йоркского университета. Позже она училась в школе искусств Тиш Нью-Йоркского университета, но перевелась в Калифорнийский университет в Лос-Анджелесе на историческую специальность. В итоге она покинула Калифорнийский университет и поступила в Новую школу социальных исследований.
Леммонс начала свою карьеру в 1979 году со съёмок в телефильме «11-я жертва». Также она снималась в эпизодах таких сериалов, как «Как вращается мир», «Шоу Косби», «Она написала убийство», «Крутой Уокер: Правосудие по-техасски» и других. На большом экране Леммонс появлялась в фильмах «Школьные годы чудесные» Спайка Ли (1988), «Поцелуй вампира» (1989) и «Молчание ягнят» Джонатана Демме (1991). В 1992 году она снялась в фильме ужасов «Кэндимен» вместе с Вирджинией Мэдсен. Кроме того, она играла роли детектива Мари Митчелл в фильме «Трудная мишень» (1993) и Анженелль в фильме «Ускользающий идеал» (1997).
Леммонс дебютировала в качестве режиссёра в 1997 году, сняв фильм «Пристанище Евы». Также она срежиссировала фильмы «Клошар» (2001), «Поговори со мной» (2007), «Чёрное Рождество» (2013) и «Харриет» (2019), рассказывающий об аболиционистке Харриет Табмен.